# Dos Playa
Koordinaten: 12° 30′ 22,4″ N, 69° 55′ 6″ W
Dos Playa (dtsch: zweifacher Strand) ist ein Paar angrenzender Sandstrände, die der scharfe Wind und das Wasser im Laufe der Zeit aus den Kalksteinfelsen gewaschen hat. Dos Playa befindet sich an der Nordostküste der Insel Aruba.

## Beschreibung
Dos Playa gehört zum Gebiet des Parke Nacional Arikok und ist ein beliebtes Ausflugsziel besonders für Windsurfer. Der weiße, rund 250 Meter breite, Sandstrand mit Klippen ist aufgrund der starken und konstanten Strömung zum Schwimmen nicht gut geeignet, jedoch zum Sonnenbaden und Picknick im Schatten der Meertraubenbäume (Coccoloba) ein viel besuchter Ort für Einheimische und Touristen. Von dort kann man durch die Wanderdünen zur benachbarten Boca Prins laufen. Der Wind weht überwiegend von Osten und die durchschnittliche Windgeschwindigkeit liegt bei etwa 15 Knoten. 